# Bertín Osborne
Norberto Juan Ortiz y Osborne (Madrid, 7 de diciembre de 1954), ix conde de Donadío de Casasola, conocido como Bertín Osborne, es un cantante, presentador y actor español.

## Biografía
Nacido en Madrid, pertenece a una familia aristocrática española, y es el hijo mayor y único varón de Enrique Ortiz López-Valdemoro (1928-2024), viii conde de Donadío de Casasola y vii conde de las Navas —un nieto materno de Juan Gualberto López-Valdemoro de Quesada, vi y v conde respectivamente— y de su esposa María Teresa Osborne y Marenco (1925-1991), una nieta paterna de Tomás Osborne Guezala (Puerto de Santa María, 2 de marzo de 1861-ib., 8 de enero de 1935), ii conde de Osborne.
Bertín tiene tres hermanas, María Teresa Ortiz Osborne, viii condesa de las Navas desde el 30 de diciembre de 1994 (apodada familiarmente «Chata»), Marta Ortiz Osborne y María de la Luz Ortiz Osborne. Pasó parte de su infancia en Villanueva de los Infantes en la provincia de Ciudad Real, en una finca que lindaba con la de su primo tío el vi duque de San Fernando de Quiroga, grande de España de primera clase, Jaime Melgarejo y Osborne.
Estudió en los Jesuitas de Chamartín, en el colegio internado San José de Campillos (Málaga) y en el Real colegio Alfonso XII de San Lorenzo de El Escorial. Estudió ingeniería agrónoma en Valladolid, aunque abandonó los estudios y se marchó de su casa. Hacia 1970 empezó a cantar en discotecas, más por afición que por necesidad. Al mismo tiempo desempeñaba toda clase de oficios: corredor inmobiliario, agente de seguros y representante inmobiliario en Sofico.
El 9 de julio de 1977 contrajo matrimonio religioso con Sandra Domecq Williams (1954-2004) con quien tuvo cuatro hijos, Cristian (fallecido al mes de nacer), Alejandra, Eugenia y Claudia Ortiz Domecq. Sandra era nieta paterna del i vizconde de Almocadén. El 10 de junio de 2006 contrajo matrimonio con la venezolana Fabiola Martínez Benavides (n. 28 de diciembre de 1972), con quien tiene dos hijos: Norberto Enrique Ortiz Martínez, nacido el 31 de enero de 2007 en Madrid, en el Hospital Universitario La Paz, y el 20 de noviembre de 2008 su sexto Carlos Alberto Ortiz Martínez; este nació en Sevilla, en la Hospital Quirón Infanta Luisa (antigua Cruz Roja de Triana).
El 1 de abril de 2016, Osborne abrió su primer bar en Valladolid, conocido como «El Rincón de Bertín», que cerró apenas siete meses más tarde.

### Música
Si bien su primera actuación musical se remonta a 1971, en el Festival de la Canción de El Escorial. Hubo de esperar a 1980 para firmar su primer contrato para grabar un disco, que salió a la luz con gran éxito en 1981, con temas como «Amor mediterráneo», «Tú, solo tú» (compuestos y producidos por Danilo Vaona), «Perdóname» (del compositor Camilo Sesto), «Qué nos pasa esta mañana» (del compositor Juan Carlos Calderón) y «Adiós, Lucía». Un año después editaba Como un vagabundo, su segundo LP dirigido y producido por Danilo Vaona.
En 1983 participa en el Festival de San Remo con el tema «Eterna Malattia» (Eterna enfermedad). Entre sus últimos trabajos figura Sabor a México, donde rinde tributo a las rancheras.

### Televisión

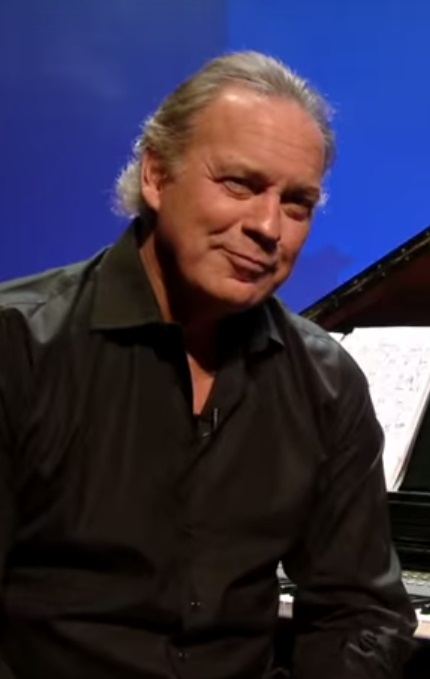
Bertín Osborne en 2014

Comienza a trabajar en la pequeña pantalla interpretando una telenovela en México llamada Amor de nadie junto a Lucía Méndez; a su regreso a España, en 1992 es contratado por la cadena Telecinco para presentar un espacio nocturno de citas de parejas titulado Contacto con tacto, con contenido considerado de alto nivel erótico para los cánones del momento. A partir de ese momento se convierte en uno de los presentadores más populares de televisión en España.
Tras su experiencia en Telecinco, en 1994 es contratado por Antena 3, donde permaneció ocho años, conduciendo varios programas entre los que destacaron el concurso musical Lluvia de estrellas y su versión infantil Menudas estrellas, además del programa infantil Esos locos bajitos y el concurso Trato hecho en el que los concursantes podían ganar dinero o alguna sorpresa dependiendo de la elección que hicieran. También presentó el programa dedicado a los animales Ankawa en Televisión Española (2005 a 2006).
De 2007 a 2009 trabaja en FORTA. Además, también presentó el concurso Grand Prix, con Cristina Urgel y la cantante Natalia, emitido en las televisiones autonómicas en las ediciones de 2007, 2008 y 2009. En 2009 presenta el concurso de talentos Un beso y una flor en Canal Nou con la dirección musical de Danilo Vaona y Federico Vaona.
De 2010 a 2012 trabaja en Intereconomía Televisión. En febrero de 2010, participa del programa El gato al agua, de Antonio Jiménez y anuncia su fichaje por la cadena del Grupo Intereconomía. Allí presenta dos programas esa misma temporada, Bertiniños y Noche de bodas. En la temporada 2010-2011 comienza una nueva aventura profesional al presentar el programa de índole social Un granito de arena. El programa ha recibido tres premios por su valiosa labor social.
En octubre de 2014, comienza su participación en el programa de debate político Un tiempo nuevo en Telecinco en el que colabora en la sección "Un país a raya". Un año después presenta en TVE el espacio de entrevistas En la tuya o en la mía. En abril de 2016, el programa comienza a emitirse por Telecinco, en esta ocasión bajo el título de Mi casa es la tuya, y en la actualidad, titulado Mi casa es la vuestra.
En febrero de 2025 se confirmó su participación como concursante de la temporada 12 del programa Tu cara me suena de Antena 3.

### Vida personal
Estuvo casado dos veces. La primera con Sandra Domecq Williams, con quien tuvo cuatro hijos: Cristian (fallecido al mes de nacer), Alejandra, Eugenia y Claudia. Tiene siete nietos: Santiago, Fausto y Valentina (hijos de Alejandra) y Juan, Sandra y Leticia (melliza de Sandra que murió a la semana de nacer) y Tristán (hijos de Eugenia). La segunda vez fue en 2006: contrajo nuevas nupcias con Fabiola Martínez Benavides (28 de diciembre de 1972), una modelo venezolana (Miss Zulia 1993 en el certamen Miss Venezuela) veinte años más joven con quien ha tenido dos hijos. El primero, Kike, nació prematuro y afectado por una grave lesión cerebral producto de una infección intrauterina provocada por la bacteria Listeria. El 29 de abril de 2008 durante la presentación de "Va por ellos" anunció que esperaba su segundo hijo junto a Fabiola. El 20 de noviembre de 2008 nació Carlos. En enero de 2021, el cantante anunció su separación de Fabiola por «problemas de convivencia». A mediados de 2022, se supo que el cantante empezó a salir con Gabriela Guillén Guillén, y el 31 de diciembre de 2023 tuvo a su séptimo vástago, David, aunque no lo quiso reconocer hasta febrero de 2025, tras una larga lucha de paternidad.
En 2003 fue condenado a un año de cárcel y una multa de 2,4 millones de euros por fraude fiscal.
A mediados de 2009, creó una fundación con su nombre destinada a orientar e informar a otras familias con niños que sufren lesiones cerebrales. Esta fundación promueve el llamado 'método Doman', que incluye determinadas prácticas, como el patterning, que han sido criticadas por la Academia Estadounidense de Pediatría. Bertín Osborne es sobrino-bisnieto del padre Francis Xavier Morgan, C.O., un sacerdote católico anglohispano que acogió a J. R. R. Tolkien y su hermano cuando ambos quedaron huérfanos, en 1904.
En 2021 salió a la luz que había fijado su residencia en Luxemburgo y utilizado un entramado off-shore para evitar el pago de impuestos.
Tras el fallecimiento de su padre, en junio de 2025 heredó el condado de Donadío de Casasola.

## Discografía
- Amor mediterráneo (1981).
- Como un vagabundo (1982).
- Tal como soy (1984).
- Buena suerte (1985).
- Dos corazones y un destino (1986).
- Vida o castigo (1988).
- Acuérdate de mí (1990).
- Qué nos pasa esta mañana (1991).
- En soledad (1992).
- Quiero estar contigo (1993).
- Tú me acostumbraste (1994).
- Sabor a México (2000).
- Mis recuerdos (2002).
- Bendita América (2004)
- Algo contigo (2005).
- Va por ellos (2008).
- A mi manera (2012).[28]
- Corazón ranchero (2013)
- Crooner (2015)
- Va por ellas (2016)
- Yo debí enamorarme de tu madre (2018)

## Trayectoria televisiva

### Programas de televisión
| Año           | Programa                    | Cadena                   | Notas       |
| ------------- | --------------------------- | ------------------------ | ----------- |
| 1992 - 1994   | Contacto con tacto          | Telecinco                | Presentador |
| 1993          | Veraneando                  | Telecinco                | Presentador |
| 1993 - 1994   | La batalla de las estrellas | Telecinco                | Presentador |
| 1994          | Scavengers                  | Antena 3                 | Presentador |
| 1995          | Genio y figura              | Antena 3                 | Presentador |
| 1995 - 2001   | Lluvia de estrellas         | Antena 3                 | Presentador |
| 1995 - 2001   | Menudas estrellas           | Antena 3                 | Presentador |
| 1997          | La Cara Divertida           | Antena 3                 | Presentador |
| 1998          | Esos locos bajitos          | Antena 3                 | Presentador |
| 1999 - 2002   | Trato hecho                 | Antena 3                 | Presentador |
| 2001          | La mujer 10                 | Antena 3                 | Presentador |
| 2002          | Verano noche                | Antena 3                 | Presentador |
| 2004          | Cada día                    | Antena 3                 | Colaborador |
| 2005 - 2006   | Ankawa                      | La 1                     | Presentador |
| 2006          | Ven a triunfar              | La 7                     | Presentador |
| 2007 - 2009   | Grand Prix                  | FORTA                    | Presentador |
| 2009          | Esta canción va por ti      | Canal Sur                | Presentador |
| 2009          | Un beso y una flor          | Canal Nou                | Presentador |
| 2010          | BertiNiños                  | Intereconomía Televisión | Presentador |
| 2010          | Noche de bodas              | Intereconomía Televisión | Presentador |
| 2010          | Un granito de arena         | Intereconomía Televisión | Presentador |
| 2014          | Un tiempo nuevo             | Telecinco                | Colaborador |
| 2015 - 2016   | En la tuya o en la mía      | La 1                     | Presentador |
| 2016 - 2023   | Mi casa es la tuya          | Telecinco                | Presentador |
| 2018          | Mi casa es la vuestra       | Telecinco                | Presentador |
| 2019-2020     | Viva la vida                | Telecinco                | Colaborador |
| 2020-presente | El show de Bertín           | Canal Sur y Telemadrid   | Presentador |
| 2025          | Tu cara me suena            | Antena 3                 | Concursante |

#### Como invitado
| Año                     | Programa           | Cadena    | Notas    |
| ----------------------- | ------------------ | --------- | -------- |
| 2013                    | El gran debate     | Telecinco | Invitado |
| 2014 - 2015             | Hable con ellas    | Telecinco | Invitado |
| 2015; 2018 - 2019; 2021 | El hormiguero      | Antena 3  | Invitado |
| 2019                    | Volverte a ver     | Telecinco | Invitado |
| 2021                    | Su casa es la suya | Telecinco | Invitado |
| 2023                    | Déjate querer      | Telecinco | Invitado |

| Feliz 2004 Artistas: Álex Ubago, David Bustamante, Hugo Salazar, Chenoa, Ana Belén, Chayanne, Isabel Pantoja, La Oreja de Van Gogh, David Civera, Azúcar Moreno, Rosa López, Juan Pardo, Andy y Lucas, Julio Iglesias, Los del Río, Natalia, Sergio Dalma, Rosario Flores, Nuria Fergó, Café Quijano, El Canto del Loco, Mónica Molina y Tamara.
| Feliz 2005 Artistas: David Bisbal, Azúcar Moreno, Gisela, Carlos Baute, Sergio Dalma, Tamara, María Isabel, Isabel Pantoja, Bertín Osborne, Manuel Carrasco, Natalia, Álex Ubago, Camela y El Arrebato, Estopa, Carlos Vargas, Miguel Bosé, Siempre Así, Ainhoa Arteta, Andy y Lucas, David DeMaría, Luz Casal, Niña Pastori, María del Monte, Ramón, Marta Sánchez, Rosa López y Fangoria.
| Feliz 2006 Artistas: Amaral, Carlos Baute, David Bustamante, Cristian Castro, David Civera, Coti, Sergio Dalma, María del Monte, Manolo Escobar, Lolita, Francisco, Pimpinela, Los Pecos, Hugo Salazar, María Jiménez, Rocío Jurado, Merche, José Mercé, Rosario Mohedano, Antonio Orozco, Paz Padilla, Eros Ramazzotti, Raúl, Sergio Rivero, Santi Rodríguez, Orishas, Rosa López, Pastora Soler, Los Marismeños, Manu Sánchez, Mojinos Escozíos, Efecto Mariposa, Danza Invisible, Víctor Manuel, David Bisbal, Tijeritas y El Arrebato.
| Feliz 2007 Artistas: Estopa, Los del Río, El Arrebato, Pignoise, Il Divo, Amaral, Raya Real, Kiko y Shara, Fangoria, Ballet No guilty, Cómplices, Guaraná, El Consorcio, Dover, La Caja de Pandora, La Sonrisa de Julia, Nena Daconte, Macaco, Camela, Los Marismeños, Juan Muñoz, Ricky Martin, Lucie Silvas, Rod Stewart, Laura Pausini, Paulina Rubio, Julio Iglesias, Pasión Vega, Corinne Bailey, Melendi, Carlos Baute, Bertín Osborne, El Koala, Huecco, Rosario Mohedano, María Jiménez, Lolita, José Mota, Luis Fonsi, Antonio Orozco, Haze, Antonio Carmona, Álex Ubago, María Isabel, Litus, La Húngara, Javier Ojeda, David Civera, David Bisbal, Rosa López, David Bustamante, Chenoa, Edurne, Soraya Arnelas, Manuel Carrasco, Merche y Sergio Rivero.

### Como actor (telenovelas)
- Amor de nadie (1990-1991)
- Alondra (1995)
- Humor al arte (2015)

### Trayectoria en teatro
Desde 2010, protagoniza la obra de teatro Mellizos junto al humorista Arévalo y al pianista Franco Castellani.

## Premios
- Premiado por la Fundación Randstad por su apoyo a la inclusión.[29]
- Antena de Oro (2011, 2017).[30]